# Passaloteuthis
La passaloteutide (gen. Passaloteuthis) è un mollusco cefalopode estinto, appartenente ai belemnoidi. Visse tra il Giurassico inferiore e il Giurassico medio (circa 190 - 170 milioni di anni fa) e i suoi resti fossili sono stati ritrovati in Europa, in Groenlandia e in Africa settentrionale.

## Descrizione
Come tutte le belemniti, anche Passaloteuthis possedeva un corpo allungato simile a quello dei calamari, dotato però di una robusta struttura interna tripartita (proostraco, fragmocono e rostro). Come le altre belemniti, questo animale possedeva numerose braccia, ognuna delle quali fornite di 40 micro-uncini sporgenti. Passaloteuthis, tuttavia, è notevole perché in alcuni esemplari si sono conservati due uncini di enormi dimensioni, noti come onichiti; questi uncini sono stati interpretati come caratteristiche specifiche degli esemplari maschi, ma la loro esatta funzione resta sconosciuta (Hoffmann e Stevens, 2020).

## Classificazione
Passaloteuthis è il genere eponimo de Passaloteuthidae, un gruppo di belemniti tipiche del Giurassico europeo e africano. In particolare, Passaloteuthis comprende numerose specie i cui fossili sono stati ritrovati in numerosi giacimenti europei (Germania, Francia, Italia, Inghilterra), ma anche in Groenlandia e in Africa del Nord (Marocco e Tunisia). Tra le specie più note si ricorda Passaloteuthis paxillosa, nota per numerosi esemplari perfettamente conservati rinvenuti nello straordinario giacimento di Holzmaden in Germania, risalente al Toarciano. Altre specie sono P. apicicurvata, P. argillarum, P. auricipitis, P. bisulcata, P. bruguieriana, P. dayi, P. elongata, P. ima, P. laevigata, P. milleri, P. ridgensis, P. seatownensis, P. stonebarroensis, P. westhaiensis, P. woottonensis.